# Tegostoma ruptilineale
Tegostoma ruptilineale là một loài bướm đêm trong họ Crambidae.